# Jack Reacher (film)
A Jack Reacher (korábbi eredeti címén One Shot) 2012-ben bemutatott amerikai bűnügyi akcióthriller. 
A filmet Christopher McQuarrie írta és rendezte, Lee Child Csak egy lövés (2005) című regénye alapján. A film főszereplője Tom Cruise, fontosabb mellékszerepekben Rosamund Pike, David Oyelowo, Richard Jenkins, Jai Courtney, Werner Herzog és Robert Duvall látható. A film forgatása 2011 végén kezdődött, teljes egészében Pittsburghben, Pennsylvania államban. 
Az Amerikai Egyesült Államokban 2012. december 21-én mutatták be, Magyarországon 2013. január 3-án került a mozikba. Összességében vegyes kritikákat kapott, de a jegypénztáraknál jól teljesített. 
2016-ban jelent meg a folytatása Jack Reacher: Nincs visszaút címmel.

## Cselekmény
A pennsylvaniai Pittsburgh parkolójában egy látszólag előre lefoglalt helyre egy férfi, kisteherautóval parkol le. A parkolási díj kifizetése után előkészíti távcsöves puskáját és megcéloz öt látszólag véletlenszerűen kiválasztott embert az Allegheny folyó mentén és miután sorban lelövi őket, a furgonnal elmenekül. 
Mikor a rendőrség megérkezik Emerson (David Oyelowo) nyomozó vezetésével, felfedeznek egy lőszerhüvelyt és az érmét, amivel a parkolás lett kifizetve. Az érmén talált ujjlenyomat alapján James Barrt (Joseph Sikora) az amerikai hadsereg mesterlövészét gyanúsítják a gyilkosságokkal. Barr otthonában a rendőrök megtalálják a furgont és házi patronkészítő berendezését, valamint a gyilkos fegyvert. A terhelő bizonyítékok alapján Barrt letartoztatják. Emerson felügyelő és Alex Rodin (Richard Jenkins) államügyész Barr kihallgatása során a csendes Barr csak annyit ír egy jegyzettömbre, hogy Jack Reachert (Tom Cruise) akarja. A nyomozók értetlenül állnak Barr kívánsága előtt és nem tudják hogyan lehetne Reacherrel – egy többszörösen kitüntetett rendkívüli háborús veteránnal, akinek lenyűgöző katonai nyomozási képességei vannak – felvenni kapcsolatot, mikor hirtelen megjelenik irodájukban, miután a hírekben tudomására jutott Barr tette. Reacher találkozik Barr ügyvédjével Helen Rodinnal (Rosamund Pike) – az államügyész lányával – aki, nem felmenteni akarja Barrt, csak megmenteni a halálbüntetéstől és tisztességes tárgyalást szeretne neki elérni. Helen Reachernek felajánlja a bizonyítékokat ha segít neki a nyomozásban, de kiderül, hogy Reacher nem Barr védelmére jött, hanem hogy elintézze. Reacher elmeséli Barr tettét az iraki háború alatt, ahol négy embert lőtt le mint orvlövész, de tettéért soha nem vádolták meg, mert az áldozatok korábban maguk is súlyos bűncselekményeket követtek el. Reacher akkor megfenyegette Barrt, hogy ha újra valamit elkövet, akkor megtalálja és megkapja büntetését. 
Reacher belemegy a nyomozásba – függetlenül attól, hogy Barrt hidegvérű gyilkosnak tartja – de egy feltétellel, ha Helen tárgyilagosan megítéli az áldozatokat. Reacher megvizsgálja a bűncselekmény helyszínét, átolvassa az aktákat, és furcsának tűnik neki, hogy milyen sima volt a nyomozás és mennyi bizonyíték maradt a tett után. Zavarja a sok következetlenség, hogy egy jól kiképzett lövész milyen logikátlanul hajtotta végre a bűncselekményt. Helen Rodin és Jack Reacher rájön, hogy a támadás valódi célpontja egy helyi építőipari vállalat tulajdonosa lehet és ezt a tényt fedheti a többi véletlenszerűen kiválasztott áldozat.
Egy provokált verekedés során Reacher rájön, hogy valakik meg akarják állítani a nyomozását és gyanúja szerint az elkövetőknek szövetségese van a rendőrségen. Reachert később egy fiatal lány meggyilkolásával gyanúsítják, aki a korábbi provokációt fedte fel Reachernek. Reacher elmenekül a letartóztatás elől és Barr korábbi nyomait követve a szomszédos Ohio lőteréig, amelynek tulajdonosa az egykori amerikai tengerészgyalogság őrmestere, Martin Cash (Robert Duvall), aki csak akkor hajlandó Reachernek információkat adni, ha bebizonyítja mesterlövészi képességeit. Reacher a lőtéren megtalálja a keresett és már korábban gyanított összefüggést, Barr és a gyilkos lövész között. Az igazi elkövetők egy grúz építési maffia tagjai, akiknek az egyik áldozat megtagadta a cég eladását. A banda vezetője életének nagy részét egy szovjet gulágban töltötte és csak Zek Cselovjek (Werner Herzog) (magyarul: „fogoly ember”) néven ismert.  A banda elrabolja Helent a bűnrészes Emerson nyomozó segítségével és túszul tartja egy kőbányában, hogy Reachert odacsalják. Reacher Cash segítségével tűzharcban megöli az őröket. A konténerben, ahol Helent tartják fogva, Reacher lelövi Emerson felügyelőt és kiszabadítja a túszt. Amíg az ügyvédnő a rendőrséget hívja, Zek gúnyosan közli Reacherrel, hogy ő már nem fog az amúgy is nyugdíjas-otthonnak tartott amerikai börtönbe kerülni, mert Reacher az összes terhelő tanút lelőtte. Zek Reachert hajléktalan körözött csavargónak titulálja és önmagát egy öregembernek, aki rossz időben, rossz helyen volt, válaszul Reacher – Helen megrökönyödésére – lelövi a bandafőnököt.

## Szereplők
| Színész               | Szerep        | Magyar hang          |
| --------------------- | ------------- | -------------------- |
| Tom Cruise            | Jack Reacher  | Rékasi Károly        |
| Rosamund Pike         | Helen Rodin   | Kisfalvi Krisztina   |
| Richard Jenkins       | Alex Rodin    | Barbinek Péter       |
| David Oyelowo         | Emerson       | Fekete Ernő          |
| Werner Herzog         | Zek Cselovjek | Forgács Gábor        |
| Jai Courtney          | Charlie       | Varga Gábor          |
| Vladimir Shizov       | Vlad          | Törköly Levente      |
| Joseph Sikora         | James Barr    | Szikszai Rémusz      |
| Michael Raymond-James | Linsky        | Csík Csaba Krisztián |
| Alexia Fast           | Sandy         | Czető Zsanett        |
| Josh Helman           | Jeb Oliver    | Czető Roland         |
| Robert Duvall         | Martin Cash   | Szersén Gyula        |
| James Martin Kelly    | Rob Farrior   |                      |
| Dylan Kussman         | Gary          | Stern Dániel         |
| Denver Milord         | Punk          | Szabó Máté           |

## A film készítése
Christopher McQuarrie és Tom Cruise a Valkűr, A holnap határa, valamint a Mission: Impossible – Titkos nemzet, Utóhatás és Leszámolás – Első rész című filmekben is együtt dolgozott.
Rosamund Pike terhes volt a film forgatása alatt.

## Fordítás
- Ez a szócikk részben vagy egészben  a   Jack Reacher (film) című angol Wikipédia-szócikk ezen változatának fordításán alapul.  Az eredeti cikk szerkesztőit annak laptörténete sorolja fel. Ez a jelzés csupán a megfogalmazás eredetét és a szerzői jogokat jelzi, nem szolgál a cikkben szereplő információk forrásmegjelöléseként.